# Aerangis carnea
Aerangis carnea är en orkidéart som beskrevs av Joyce Stewart. 
Aerangis carnea ingår i släktet Aerangis och familjen orkidéer. Inga underarter finns listade i Catalogue of Life.